# 汪泓 (1961年)
汪泓（1961年4月—），女，江苏南京人，中共党员，管理学博士，中華人民共和國政治人物以及教育領域人物。

## 生平
1980年代，汪泓前往復旦大學求學，成為蘇東水的學生。
汪泓先後擔任上海工程技术大学校长，宝山区委书记、中欧国际工商学院院長。
1993年起，汪泓连续七届擔任上海市人大代表。2020年代，汪泓因为腿疾坐上了轮椅。